# Castello di Aci
Il castello di Aci si trova ad Aci Castello, in provincia di Catania. La fortificazione, di incerta origine, fu il fulcro dello sviluppo del "territorio delle Aci" nel medioevo. Durante i Vespri siciliani, esso fu assoggettato alla signoria di Ruggero di Lauria, quindi in epoca aragonese fu di Giovanni di Sicilia, e infine degli Alagona, venendo più volte assediato. Attualmente è sede di un museo civico.

## Storia

### Origini
Il promontorio basaltico dove il castello sorge, è costituito da colate laviche sottomarine (pillow) che hanno un'età radiometrica di circa 500.000 anni dal presente. La rupe basaltica è circondata da una colata lavica di epoca preistorica che nella storiografia del XIX secolo era stata attribuita in maniera errata all'eruzione del 1169
Storicamente un primo castello fu edificato nel VII secolo (secondo altri nel VI secolo) dai bizantini su una preesistente fortificazione di periodo romano forse del 38 e chiamato Castrum Jacis e volto alla difesa della popolazione dalle scorrerie.
Nato dopo il Castello Ursino, è stato fortificato solo da e per gli Alagona. Il Kastron ed il Castrum di Aci vanno ricercati altrove.

### I Musulmani
Distrutta ed occupata la forte Taormina durante la conquista della Sicilia da parte del "Califfato musulmano", nell'estate del 902 l'emiro Ibrahim II stava per assaltare il castello di Aci, perciò la popolazione sicura della sconfitta preferì capitolare, pagare la jiziah e deporre le armi consegnandosi ai musulmani. Il paese fu lasciato intatto ma il castello e le fortificazioni vennero rase al suolo.
Nel X secolo sotto la dominazione araba il borgo fu chiamato  'Al-Yâg o Lî-Yâg, e fu un importante centro della Sicilia orientale, secondo lo storiografo Al-Muqaddasi. Forte e preminente rimase però l'impronta bizantina, tanto che lo scrittore Ibn al-Athir, nella sua opera Kamil 'at tawarikh, racconterà di Aci quale centro della resistenza.

### I Normanni
Giunti i conquistatori normanni Roberto il Guiscardo e Ruggero d'Altavilla, verrà introdotto in tutta la regione il sistema feudale, con l’incastellamento, fra l'altro, proprio anche della fortezza di Aci; i vasti territori della Sicilia saranno quindi concessi a vescovi e cavalieri. In questo contesto, nel 1092 anche il castello di Aci ed il territorio circostante furono concessi all'abate e vescovo di Catania Angerio da Sant'Eufemia. 
Chiamato Castrum Jatium, si trattò del primo atto riguardante la Terra di Aci, le cui pertinenze erano costituite dai territori degli attuali comuni di Aci Castello, Acireale, Aci Catena, Aci Sant'Antonio, Aci Bonaccorsi, Valverde (già "Aci Valverde"). Alla corte normanna di Ruggero, il geografo arabo Al-Idrisi descriverà nel suo Libro di Ruggero la terra di Aci come un territorio importante.

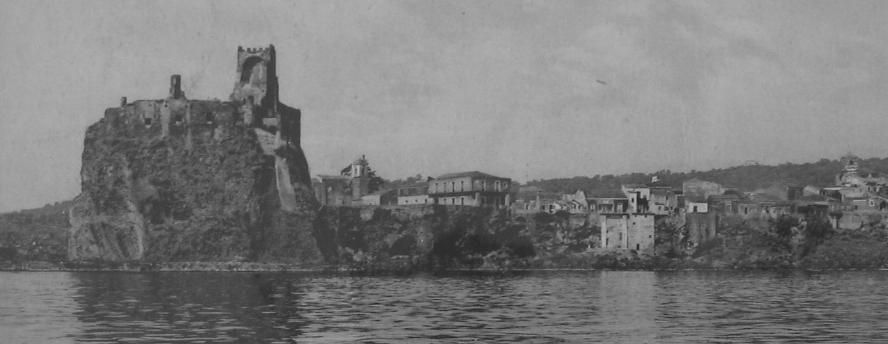
Il castello visto dal mare (foto inizi Novecento).

Il 17 agosto 1126 il vescovo abate Maurizio di Catania ricevette nel castello di Aci le reliquie di Sant'Agata, riportate in patria da Costantinopoli dai cavalieri fedeli Goselmo e Gisliberto. All'interno di un ambiente che probabilmente era una piccola cappella, sono ancora visibili alcune tracce di un affresco che ricorda l'avvenimento. 
Il 4 febbraio del 1169 si verificò in Sicilia orientale uno dei terremoti di Catania più funesti della storia della città, per questo in quella occasione parte della popolazione si spostò nella cosiddetta contrada "Aquilio", che sarebbe l'odierna zona di Anzalone, chiamata così forse dal console romano Manlio Aquilio, di cui si narra che nel 104 a.C. in questo posto egli sedò un tumulto di folla, e da cui essa prese il nome di Aci Aquilia; secondo altri, invece, il nome risalirebbe direttamente al periodo romano. 
Il castello ritornò al demanio imperiale nel 1239, quando l'Imperatore Federico II di Svevia rimosse il vescovo Gualtiero di Palearia, volendo essere lui stesso il signore feudale di Catania, facendo costruire infatti proprio a partire da quell'anno il Castello Ursino.
Nel 1277 il borgo attorno al castello contava 1.200 abitanti («183 fuochi»).

### I Vespri siciliani e la guerra contro gli Angioini
Alla fine del XIII secolo, durante il breve periodo angioino, il castello passò di nuovo al vescovo di Catania. Durante i Vespri siciliani, a cui il borgo parteciperà, Federico III d'Aragona concesse l'"Università delle Aci" all'ammiraglio Ruggero di Lauria nel 1297. La concessione prevedeva che annualmente, il giorno di Sant'Agata, venisse pagato un canone di ben 30 once d'oro al vescovo di Catania, cosa che poi in effetti non avvenne. Perciò ci fu il riconoscimento ufficiale dell'Università di Aci, formata dalla fortezza e dal "territorio delle Aci" stesse. Dopo alcuni anni, quando Ruggero di Lauria passò con gli angioini contro la corte aragonese, il re Federico III fece espugnare il maniero, usando una torre mobile di legno chiamata "cicogna", ritornando così a riprendersi con la forza il castello per poi inserirlo nel demanio. 
Nel 1320, sempre il re Federico III cedeva il territorio del castello di Aci (ormai di proprietà di Margherita di Lauria, discendente di Ruggero) a Blasco II Alagona al quale successe il figlio Artale I. Nel 1326 avvenne il saccheggio da parte delle truppe di Roberto d'Angiò comandate da Beltrando Del Balzo. Nel 1329 il territorio di Aci fu nuovamente sconvolto da un terribile terremoto accompagnato da un'eruzione dell'Etna che ne investì una buona parte. Dalla nuova ricostruzione, stavolta più a nord, nasceva "Aquilia Nuova" (nucleo iniziale della futura Acireale), così chiamata per distinguersi dalla precedente, che fu detta da allora "la Vetere". 
Nel 1353, il re Ludovico d'Aragona morì nel castello di Aci a soli 17 anni. Nel 1354 il territorio di Aci fu devastato ed il castello espugnato dal maresciallo Niccolò Acciaiuoli, inviato in Sicilia da Luigi d'Angiò. Nel 1356 il governatore di Messina, Niccolò Cesareo, in seguito a dissidi con il condottiero Artale I Alagona, richiese rinforzi allo stesso Luigi d'Angiò, che inviò di nuovo il maresciallo Acciaiuoli: le truppe, assistite dal mare da ben cinque galee angioine, saccheggiarono nuovamente il territorio di Aci, assediando il castello; esse proseguirono quindi in direzione di Catania, cingendola d'assedio. Senonché Artale I Alagona riuscì comunque a respingere l'attacco e quindi contrattaccò con la flotta siciliana aragonese mettendo in fuga quella angioina. La battaglia navale, che si svolse fra la borgata marinara catanese di Ognina ed il castello di Aci, fu chiamata "lo scacco di Ognina" e segnò una svolta definitiva a favore degli aragonesi nella guerra dei Vespri siciliani.
Nel 1396, durante la rivolta anti-aragonese, Artale II Alagona insorse contro il re Martino il Giovane (nipote di Pietro IV d'Aragona), asserragliandosi nel castello e solo dopo un lungo assedio del re il castello fu espugnato. Si narra, infatti, che il monarca riuscì nell'impresa guastando il sistema di approvvigionamento idrico del castello, approfittando dell'assenza di Artale II stesso. Nel 1398 sempre il re Martino il Giovane farà dichiarare dal Parlamento generale di Siracusa che «... le terre acesi dovevano restare in perpetuo nel regio demanio», probabilmente per evitare che tornasse in mano ai baroni e favorendo così lo sviluppo dei tanti borghi che componevano l'Università delle Aci. Nel 1399 venne dato al territorio un privilegio di "esenzione dalla dogana".
Nel 1402, lo stesso re Martino il Giovane fece del castello la sua dimora, insieme alla seconda moglie Bianca di Navarra. Nel 1404 il borgo contava 2.400 abitanti.

### Ultimi baroni e demanialità
Nel XV secolo la terra di Aci passerà di mano diverse volte, fino al 1530. Nel 1421 il viceré di Sicilia Ferdinando Velasquez acquisì per 10.000 fiorini il territorio del castello e quello del vicino Bosco d'Aci. Il territorio quindi venne rinfeudato con molto malcontento popolare. Nel 1422 per sedare il malcontento della popolazione, il Velasquez su ordine del re aragonese Alfonso il Magnanimo concesse la facoltà di organizzare una fiera senza dazi, chiamata la Fiera Franca, che ebbe notevole importanza. Dalla morte di don Velasquez (1434), la terra passerà all'infante di Spagna don Pietro e quindi ritornerà al re Alfonso (1437). Nel 1439 il castello e la sua università passeranno alla famiglia Platamone, ai Moncada, ai Requisens e poi nel 1468 ai baroni di Mastrantonio. Il 28 agosto 1528, gli abitanti offrirono all'imperatore Carlo V la somma di 20.000 fiorini, per rientrare nel Regio Demanio e riscattarsi dal potere baronale. L'imperatore accetterà l'offerta il 5 luglio 1530 concedendo il mero et misto impero, confermando inoltre la concessione della Fiera Franca. Nel sigillo della nuova universitas reale il castello di Aci fu il simbolo principale insieme ai faraglioni di Aci Trezza.

### Dal XVI secolo ad oggi

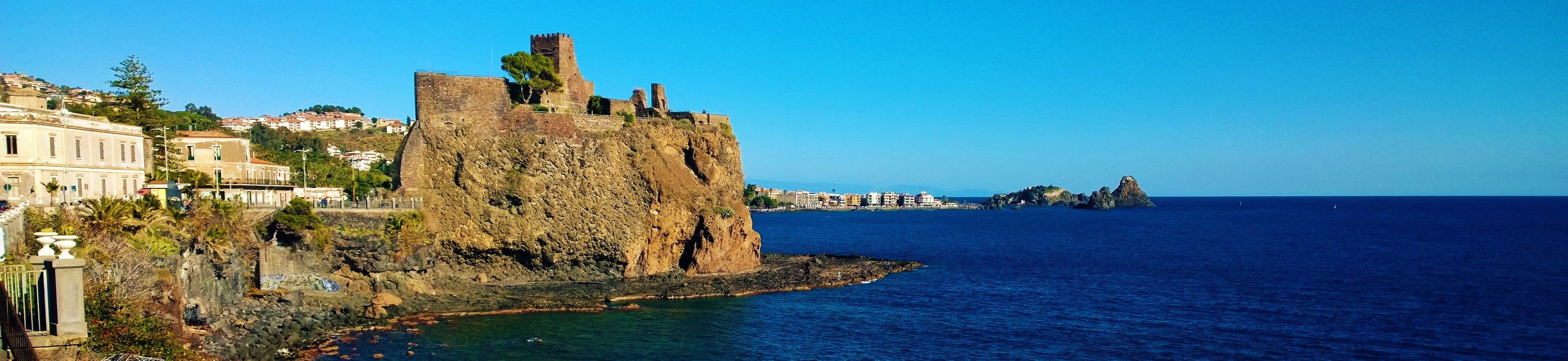
Il castello e la costa acese

Dalla metà del XVI secolo si perderà l'"Università di Aci": il castello sarà distinto di fatto da Aquilia Nuova e dai casali, che nel frattempo si renderanno indipendenti, verrà quindi destinato prima a caserma e poi a carcere. 
Nel 1647 il castello verrà ceduto da Filippo IV di Spagna, per 7500 scudi al duca Giovanni Andrea Massa.
Subirà quindi i danni del Terremoto del Val di Noto dell'11 gennaio 1693.
Rientrerà nel demanio comunale in epoca borbonica nel XIX secolo. Nello stesso secolo Giovanni Verga vi ambienterà la novella Le storie del Castello di Trezza.
Negli anni 1967-1969 verrà restaurato, e quindi dal 1985 è visitabile e sede di un Museo Civico.

## L'architettura oggi
Il castello sorge su un promontorio di roccia lavica, a picco sul mare blu cobalto ed inaccessibile tranne che attraverso una scalinata in muratura. Il ponte levatoio in legno che oggi non esiste più occupava parte della scalinata d'ingresso. Al centro della fortezza si trova il «donjon», la torre quadrangolare fulcro del maniero. Rimangono poche strutture superstiti: l'accesso che conserva i resti dell'impianto del ponte levatoio, il cortile dove si trova un piccolo orto botanico, diversi ambienti, fra cui quelli dove è accolto il museo e una cappella (secondo alcuni bizantina) ed un'ampia terrazza panoramica sul golfo antistante. Il 23 maggio 2012 il comune di Aci Castello ha scelto di intitolare a Jean Calogero (1922-2001), pittore di rilievo internazionale che con la sua arte ha fatto conoscere al mondo anche i paesaggi della Sicilia e in particolare del territorio di Aci Castello, una sala del Castello. La “Sala Jean Calogero”, già nota come la “Cappella bizantina”, ospiterà in permanenza i tre dipinti a olio “Riviera dei Ciclopi” (cm 120×95, 1967), “Aci Trezza” (cm 102×71, 1991) e “Aci Castello” (cm 60×130, 1967) donati dalla famiglia al Comune. I tre dipinti danno lustro al territorio, contribuendo a valorizzare ulteriormente il castello, sprigionando un nuovo impulso sotto il profilo culturale, pittorico e turistico.

## Il Museo Civico
Il museo civico allestito all'interno del castello consta di tre sezioni: mineralogia, paleontologia e archeologia.